# 清和乡
清和乡原属湖南省桂阳县下辖乡，2012年4月撤销。清和乡与原太和镇成建制合并新设立太和镇。清和乡撤销前行政区划代码431021201；2011年末下辖车田村、烟村、榜山村、长乐村、清和村、溪口村、龙渡村、起岺村、太竹村、当家村、芙蓉村、峰源村共计12行政村。